# Spilosoma curvilinea
Spilosoma curvilinea är en fjärilsart som beskrevs av Walker 1855. Spilosoma curvilinea ingår i släktet Spilosoma och familjen björnspinnare. Inga underarter finns listade i Catalogue of Life.